# Sovljak (Ub)
Sovljak (Servisch cyrillisch Совљак) is een plaats in de Servische gemeente Ub. De plaats telt 1933 inwoners (2002).